# Oxystoma craccae
Espèce
Oxystoma craccae est une espèce d'insectes coléoptères polyphages. L'espèce est présente en Europe.

## Systématique
L'espèce a été décrite pour la première fois en 1767 par le naturaliste suédois Carl von Linné (1707-1778)..
L'espèce a été initialement classée dans le genre Curculio sous le protonyme Curculio craccae Linnaeus, 1767.
Oxystoma craccae a pour synonymes :
- Apion craccae (Linnaeus, 1767)
- Apion insignicolle Desbrochers, 1891
- Apion ruficorne Herbst, 1797
- Apion subulatum Illiger, 1807
- Curculio craccae Linnaeus, 1767
- Curculio viciae De Geer, 1775